# 더스틴 호프먼
더스틴 리 호프먼(영어: Dustin Lee Hoffman, 1937년 8월 8일 ~ )은 미국의 배우이다. 두 번의 미국 아카데미상과 세 번의 영국 아카데미상 (BAFTA), 여섯 번의 골든 글로브상을 수상한 경력이 있다.

## 출연 작품
- 메갈로폴리스 (미정)
- 쿵푸팬더 4 (2024) - 시푸 역 (목소리)
- 더 마이어로위츠 스토리스 (2017) - 해롤드 역
- 쿵푸팬더: 시크릿 오브 더 스크롤 (2016)
- 쿵푸 팬더 3 (2016) - 시푸 역 (목소리)
- 챔피언 프로그램 (2015) - 밤 햄먼 역
- 에시오 트롯 (2015)
- 코블러 (2014)
- 보이 콰이어 (2014)
- 아메리칸 셰프 (2014) - 리바 역
- 쿵푸팬더 2 (2011) - 랫서팬더 / 사부 시푸 역 (목소리)
- 미트 페어런츠 3 (2010)
- 세번째 사랑 (2010)
- 하비의 마지막 로맨스 (2008)
- 쿵푸팬더 (2008)
- 마고리엄의 장난감 백화점 (2007)
- 로맨틱 홀리데이 (2006)
- 스트레인저 댄 픽션 (2006)
- 향수: 어느 살인자의 이야기 (2006)
- 로스트 시티 (2005)
- 레이싱 스트라이프스 (2005)
- 레모니 스니켓의 위험한 대결 (2005)
- 네버랜드를 찾아서 (2005)
- 아이 하트 헉커비 (2004)
- 미트 패어런츠 2 (2004)
- 컨피던스 (2003)
- 런어웨이 (2003)
- 문라이트 마일 (2002)
- 잔 다르크 (1999)
- 스피어 (1998)
- 웩 더 독 (1997)
- 매드 시티 (1997)
- 슬리퍼스 (1996)
- 아메리칸 버팔로 (1996)
- 아웃브레이크 (1995)
- 리틀 빅 히어로 (1992)
- 후크 (1991)
- 빌리 배스게이트 (1991)
- 딕 트레이시 (1990)
- 패밀리 비즈니스 (1989)
- 레인 맨 (1988) - 아카데미 남우주연상
- 더스틴 호프먼의 탈출 (1987)
- 프라이빗 컨버세이션 (1986)
- 세일즈맨의 죽음 (1983)
- 투씨 (1982)
- 크레이머 대 크레이머 (1979) - 아카데미 남우주연상
- 아가다 (1979)
- 출옥자 (1978)
- 모두가 대통령의 사람들 (1976)
- 마라톤 맨 (1976)
- 레니 (1974)
- 빠삐용 (1973)
- 바람둥이 알프레도 (1972)
- 어둠의 표적 (1971)
- 작은 거인 (1970)
- 미드나이트 카우보이 (1969)
- 존과 메리 (1969)
- 졸업 (1967)

## 수상 내역
- 1968년 제25회 골든 글로브 시상식 신인남우상
- 1969년 제22회 영국 아카데미 시상식 칼 포먼상
- 1970년 다비드 디 도나텔로 어워즈 외국남자배우상
- 1970년 로렐어워즈 드라마틱한 남자배우상
- 1970년 제23회 영국 아카데미 시상식 남우주연상
- 1972년 헤이스티 푸딩 씨어트리컬 올해의 남성상
- 1977년 다비드 디 도나텔로 어워즈 외국남자배우상
- 1979년 제44회 뉴욕 비평가 협회상 남우주연상
- 1979년 캔자스시티비평가협회상 남우주연상
- 1979년 제5회 LA 비평가 협회상 남우주연상
- 1980년 다비드 디 도나텔로 어워즈 외국남자배우상
- 1980년 제14회 전미 비평가 협회상 남우주연상
- 1980년 제37회 골든 글로브 시상식 드라마부문 남우주연상
- 1980년 제52회 미국 아카데미 시상식 남우주연상
- 1982년 제3회 보스턴 비평가 협회상 남우주연상
- 1982년 뉴욕 우먼 인 필름 & 텔레비전 어워즈 뮤즈상
- 1983년 제17회 전미 비평가 협회상 남우주연상
- 1983년 제40회 골든 글로브 시상식 뮤지컬/코미디부문 남우주연상
- 1983년 주피터어워즈 외국남자배우상
- 1984년 제37회 영국 아카데미 시상식 남우주연상
- 1984년 드라마데스크어워즈 연극부문 남우주연상
- 1986년 제43회 골든 글로브 시상식 TV영화/미니시리즈부문 남우주연상
- 1986년 제38회 에미상 TV영화/미니시리즈부문 남우주연상
- 1988년 캔자스시티비평가협회상 남우주연상
- 1989년 다비드 디 도나텔로 어워즈 외국남자배우상
- 1989년 제15회 피플스 초이스 어워즈 드라마틱한 남자배우상
- 1989년 제46회 골든 글로브 시상식 드라마부문 남우주연상
- 1989년 유타 비평가 협회상 남우주연상
- 1989년 제61회 미국 아카데미 시상식 남우주연상
- 1989년 제39회 베를린 국제 영화제 파노라마 단편영화심사위원상
- 1990년 제16회 피플스 초이스 어워즈 세계가 좋아하는 남자배우상
- 1996년 제53회 베니스국제영화제 커리어황금사자상
- 1997년 제54회 골든 글로브 시상식 평생공로상
- 1997년 BAFTA 로스엔젤라스 브리타니아 어워즈 우수배우상
- 1999년 제27회 미국영화연구소 평생공로상
- 2003년 제46회 샌프란시스코국제영화제 피터 제이 오언스상
- 2003년 제38회 골든카메라시상식 평생공로상
- 2003년 엠파이어어워즈 평생공로상
- 2005년 제14회 MTV영화제 코미디연기상
- 2005년 제32회 링컨센터 갈라 트리뷰트상
- 2006년 시카고국제영화제 평생공로상
- 2008년 애니 어워즈 목소리연기부문 프로듀서상
- 2008년 제12회 할리우드영화제 평생공로상
- 2009년 AARP 어워즈 베스트 그로운업 러브스토리상
- 2009년 제20회 팜스프링스국제영화제 평생공로상
- 2009년 문화예술훈장
- 2009년 제34회 세자르영화제 평생공로상
- 2010년 골드더비어워즈 평생공로상
- 2010년 벤쿠버 비평가 협회상 캐나다영화부문 남우조연상
- 2010년 지니 어워즈 남우조연상
- 2012년 제35회 미국 케네디센터상
- 2012년 제60회 산세바스찬국제영화제 평생공로상
- 2012년 시카고국제영화제 네라티브상
- 2012년 제16회 할리우드국제영화제 가장 주목받을만한 감독상
- 2013년 AARP 어워즈 평생공로상
- 2013년 AARP 어워즈 유망감독상
- 2016년 제44회 국제에미상 남우주연상